# Кругљански рејон
Кругљански рејон (блр. Круглянскі раён; рус. Кругля́нский райо́н) је административна јединица другог нивоа на северозападу Могиљовске области у Републици Белорусији. 
Административни центар рејона је варошица Круглаје.

## Географија
Кругљански рејон обухвата територију површине 881,81 км² и на 18. је месту по величини у Могиљовској области. Рејон се граничи са Бјалиничким и Шкловским рејонима Могиљовске области на југу и истоку, на северу је Талачински рејон Витепске области док је на западу Крупски рејон Минске области.
Низијским рељефом рејона доминира река Друт са неколико својих мањих притока. 

## Историја
Рејон је основан 17. јула 1924. године и постојао је свега 7 година пошто је укинут 1931. Поново је успостављен 4 године касније, а по други пут укинут 1951. године. У садашњним границама је након трећег оснивања 1966. године.

## Демографија
Према резултатима пописа из 2009. на том подручју стално је било насељен 15.761 становник или у просеку 17,87 ст/км².
Основу популације чине Белоруси (94,46%), Руси (4,05%) и остали (1,49%).
Административно рејон је подељен на подручје варошице Круглаје, која је уједно и административни центар рејона, и на још 7 сеоских општина. На целој територији рејона постоји укупно 152 насељена места. 